# Кристиан, Шерли
Шерли Кристиан (англ. Shirley Christian, род. 16 января 1938 года) — американская журналистка, удостоенная в 1981 году Пулитцеровской премии за свои репортажи из Латинской Америки.

## Биография
Шерли Кристиан родилась в Канзас-Сити и получила степень бакалавра в Университете Канзаса. Позднее она продолжила обучение в Университете Огайо, где изучала Латинскую Америку. В 1968 году она присоединилась к штату Associated Press, где проработала на разных позициях около двенадцати лет. Так, в 1970—1973 годах Кристиан работала с темами, связанными с ООН. Журналистка освещала позицию Совета Безопасности об индийско-пакистанских конфликтах, внешнюю политику КНДР, выступления палестинского политического деятеля Ясира Арафата. В 1973 году Кристиан стала стипендиатом Фонда Нимана, получив возможность годового обучения в Гарвардском университете.
К 1977 году она дослужилась до позиции директора чилийско-боливийской редакции Associated Press со штаб-квартирой в Сантьяго. Во время работы в информационном агентстве она вела репортажи из тюрем Боливии, путешествовала в джунглях Никарагуа и пересекала Альтиплано, участвовала в экспедиции по поиску редких видов пингвинов на островах Тихого океана, интервьюировала фермеров, выращивающих коку.
В 1980 году её приняли в штат латиноамериканской редакции Miami Herald. Год спустя депеши для издания принесли Кристиан Пулитцеровскую премию за международный репортаж. Журналистка стала третьей женщиной, удостоенной этой награды. Среди материалов Кристиан жюри отметило репортажи из Сан-Сальвадора, освещавшие взрыв во время похорон архиепископа Оскара Ромеро, а также материалы о социально-экономических проблемах разных стран латиноамериканского региона.
Проработав с Miami Herald около трёх лет, Кристиан вернулась в США и в 1985 году присоединилась к New York Times в качестве международного обозревателя. Одновременно она получила позицию профессора журналистики в Бэйлорском университете. В последующие годы своей карьеры она читала лекции в Канзасском и Колумбийском университетах, выступила в качестве пресс-секретаря Университета медицинских исследований Стоуэрса. В 1986 году редакция New York Times отправила её в Аргентину, чтобы возглавить бюро в Буэнос-Айресе. С 1993 года журналистка работала как внештатный автор для Atlantic, New Republic, воскресного журнала New York Times и других изданий.

## Книги
- «Никарагуа: революция в семье» (англ. Nicaragua: Revolution in the Family, 1985)[10];
- «До Льюиса и Кларка: История Шуто, французской династии, правившей на границах Америки» (англ. Before Lewis and Clark: The Story of the Chouteaus, the French Dynasty that Ruled America’s Frontier, 2004)[11].